# Aşk Laftan Anlamaz
Aşk Laftan Anlamaz é uma telenovela turca, produzida pela Bi Yapım e exibida pelo Show TV de 15 de junho de 2016 a 19 de fevereiro de 2017, em 31 episódios, com direção de Burak Sağyaşar e Müge Uğurlar.
Conta com as participações de Hande Erçel e Burak Deniz. A trama ocorre em uma empresa têxtil, em Istambul, onde os protagonistas se apaixonam.

## Enredo
Murat Sarsılmaz é o herdeiro da empresa de têxtil Sarsılmaz, enquanto Hayat é uma mulher de origem humilde que nasceu em Giresun, e vive em Istambul com seus dois amigos. Devido a uma confusão com sua identidade, ela começa a trabalhar como assistente pessoal de Murat Sarsılmaz na empresa, onde o romance entre ele e Hayat desenvolve-se. Embora seu relacionamento comece com errado, a história de amor continua apesar das adversidades.

## Elenco
- Burak Deniz como Murat Sarsılmaz
- Hande Erçel como Hayat Uzun Sarsılmaz
- Oğuzhan Karbi como Doruk Sarsılmaz
- Özcan Tekdemir como Aslı
- Merve Çağıran como İpek
- Bülent Emrah Parlak como Cemil Uzun
- Demet Gül como Tuval Yanıkoğlu
- Süleyman Felek como Kerem
- İsmail Ege Şaşmaz como İbrahim
- Birand Tunca como Emre Azatoğlu
- Betül Çobanoğlu como Derya Sarsılmaz
- Cem Emüler como Nejat Sarsılmaz
- Nazan Diper como Azime Sarsılmaz
- Metin Akpınar como Haşmet Dede
- Evren Duyal como Fadime (Fadik)
- Sultan Köroğlu Kılıç como Emine Uzun
- Elif Doğan como Suna Pektas
- Metehan Kuru como Gökçe
- Oğuz Okul como Kemal Pektas
- Gözde Kocaoğlu Yağmur como Çağla
- Tuğçe Karabacak como Didem
- Alp Navruz como Cenk